# Xplorer²
xplorer² (ранее 2xExplorer) — это условно бесплатный трехпанельный файловый менеджер с закрытым исходным кодом.

## История
Ранний продукт был выпущен ещё в 1999 году - файловый менеджер с двумя панелями, называемый 2xExplorer. Флагманский продукт xplorer² начал разработку в 2002 году и продается с 2004 года и используется миллионами (более 500 000 загрузок с сайта download.com). Проворный и инновационный xplorer² завоевал множество наград и восторженных отзывов, и появился во многих журналах и охватывает компакт-диски по всему миру.

## Описание
xplorer² является мощным и простым в использовании файловым менеджером, как для неопытных пользователей, так и профессионалов, с помощью которого можно производить различные файловые операции, как это осуществляется из стандартного проводника Windows.
Кроме работы с локальными данными, xplorer² поддерживает работу с сетевыми дисками[прояснить] для фильтрации, удаления, копирования, перемещения и прочих команд для работы с файлами. Из других возможностей программы можно выделить такие, как поддержка юникода, закладки, встроенные утилиты для просмотра графических/RTF/HTML/HEX/TXT файлов и прослушивания/просмотра аудио/видео файлов, умеет обрабатывать пакетные файлы и многое другое.
Отличительной особенностью файлового менеджера можно считать встроенный контейнер, который создает виртуальную папку для хранения самых различных файлов, а если быть точнее, то просто записывает каталог к объектам, в виде ссылки для быстрого перехода к ним, в случае необходимости.
xplorer² не является кроссплатформенным программным обеспечением и работает только на компьютерах под управлением 32-битных и 64-разрядных операционных систем Microsoft Windows.

## xplorer² Lite
Существует xplorer² Lite версия, она является бесплатной, но урезанной по функциональным возможностям. В ней отсутствует поддержка юникода и ряд других параметров, а также в инсталляционный файл включена установка xplorer² toolbar, которая не является принудительной и может быть отключена пользователем.

## 2xExplorer
Легкий и мощный, полностью интегрированный корпус и чрезвычайно удобный для повышения производительности труда, 2xExplorer - идеальная замена двух панелей для проводника, совместимая со всеми 32-битными платформами Windows. 2xExplorer официально объявлен мертвым. Вы можете скачать его бесплатно, но это все. xplorer² - это путь в будущее. Он поставляется с «про» и «облегченной» версией. Версия Lite бесплатна и намного мощнее, чем 2xExplorer.

## Возможности
- Поддержка UNICODE.
- Работа с сетевым окружением.
- Расширенный поиск файлов.
- Поддержка табов.
- Групповое переименование файлов.
- Встроенный FTP-клиент, HEX редактор, медиа-проигрыватель, просмотрщик графических файлов и текстовый редактор.
- Поддержка Drag & Drop.
- Синхронизация каталогов.
- Поддержка плагинов.